# شزم!
شزم! (انگلیسی: Shazam!) نام یک برنامهٔ زندهٔ تلویزیونی آمریکایی بود که از سال ۱۹۷۴ تا ۱۹۷۶ میلادی از شبکهٔ سی‌بی‌اس پخش می‌شد.
داستان این مجموعه دربارهٔ یک نوجوان به نام «بیلی بتسون» است که می‌توانست با گفتنِ واژهٔ «شزم!» خطاب به مرشد و راهنمای خود (با بازی «لس تریمین»)، مبدل به یک قهرمان افسانه‌ای به نام «کاپیتان ماروِل» شود. او یک ماشینِ کاروان مدلِ داج داشت و در سرتاسر آمریکا سفر می‌کرد تا با بی‌عدالتی و ظلم مبارزه کند.
هنگامی که بیلی به کاپیتان مارول مبدل می‌شد، مستقیماً به ۶ پیر فرزانه که در واقع ۶ خدای اساطیری (سلیمان، هرکول، اطلس، زئوس، آشیل و مِرکوری) بودند، صحبت می‌کرد و از آنان یاری می‌جست.